# ナップス (神奈川県)
株式会社ナップス（英語: NAPS Inc.）は、神奈川県横浜市中区に本社を置く、オートバイ部品・オートバイ用品の小売・開発を行う企業である。

## 概要
名称は創業時の社名に由来し、英語表記における「Nikkei Automobile Pro Shop」の頭文字をとったものである。
首都圏を中心に、東北・宮城から九州・福岡までオートバイ用品のチェーンを運営している。
関連会社には、台灣納普司股份有限公司があり、台湾新北市でオートバイ用品店を展開している。

## 沿革
- 1962年（昭和37年）1月 - プロショップチェーン「株式会社日京」として設立。
- 2007年（平成19年）4月 - 現社名「株式会社ナップス」に変更。

出典は、企業情報による。

## 店舗
- ナップス横浜店（神奈川県横浜市戸塚区、1995年4月オープン）
- ナップス練馬店（東京都練馬区、1996年4月オープン）
  - ナップスメンテナンスショップ戸田店（埼玉県戸田市、2017年3月オープン、2018年6月練馬店に移転統合）
- ナップス足立店（東京都足立区、2000年4月オープン）
- ナップス世田谷店（東京都世田谷区、2001年11月オープン、2016年3月閉店）
- ナップス三鷹東八店（東京都三鷹市、2004年11月オープン）
- ナップス埼玉店（埼玉県桶川市、2006年10月オープン）
- ナップス広島店（広島県広島市西区、2007年12月オープン、2011年3月 現在地へ移転オープン）
- ナップスベイサイド幸浦店（神奈川県横浜市金沢区、2008年12月オープン）
- ナップス浜松店（静岡県浜松市東区、2009年4月オープン）
- ナップス前橋インター店（群馬県高崎市、2010年10月前橋店オープン、2015年4月現在地へ移転オープン）
- ナップス福岡店（福岡県福岡市南区、2011年7月オープン）
- ナップス仙台泉インター店（宮城県黒川郡（のち富谷市）、2014年8月オープン）
- ナップス岡山店（岡山県岡山市、2015年8月オープン）
- ナップス千葉北インター店（千葉県千葉市稲毛区、2016年4月オープン）
- ナップス台湾新北店（台湾新北市、2017年6月オープン）
- ナップス豊橋店（愛知県豊橋市、2017年10月オープン）
- ナップス座間店（神奈川県座間市、2017年12月オープン）
  - ナップスメンテナンスショップ圏央厚木店（神奈川県厚木市、2017年2月オープン、2018年10月座間店に移転統合）
- ナップス東大阪店（大阪府東大阪市、2019年4月オープン）
- ナップス名古屋南店（愛知県名古屋市、2019年12月オープン）
- ナップス多摩境店（東京都町田市、2020年1月オープン）
  - ナップス相模原店（神奈川県相模原市中央区、1993年（平成5年）4月オープン、2020年1月多摩境店へ移転、改称）
- ナップス松山店（愛媛県松山市、2020年9月オープン）
- ナップス新横浜店（神奈川県横浜市港北区、2021年6月オープン）
  - ナップス港北店（神奈川県横浜市都筑区、1991年4月オープン、2021年6月港北区へ増床移転、改称）
- ナップス小田原店（神奈川県小田原市、2021年10月オープン）
  - ナップス伊勢原店（神奈川県伊勢原市、1980年2月オープン、2021年10月小田原市へ増床移転、改称）
- ナップス一宮店（愛知県一宮市、2022年1月オープン）
- ナップス春日井店（愛知県春日井市、2022年10月オープン）
- ナップス東名川崎インター店（神奈川県川崎市宮前区、2022年12月オープン）
- ナップスららぽーと立川立飛店（東京都立川市、2023年3月オープン）
- ナップス京都八幡店（京都府八幡市、2023年4月オープン）
- ナップス堺インター店（大阪府堺市南区、2023年4月オープン）

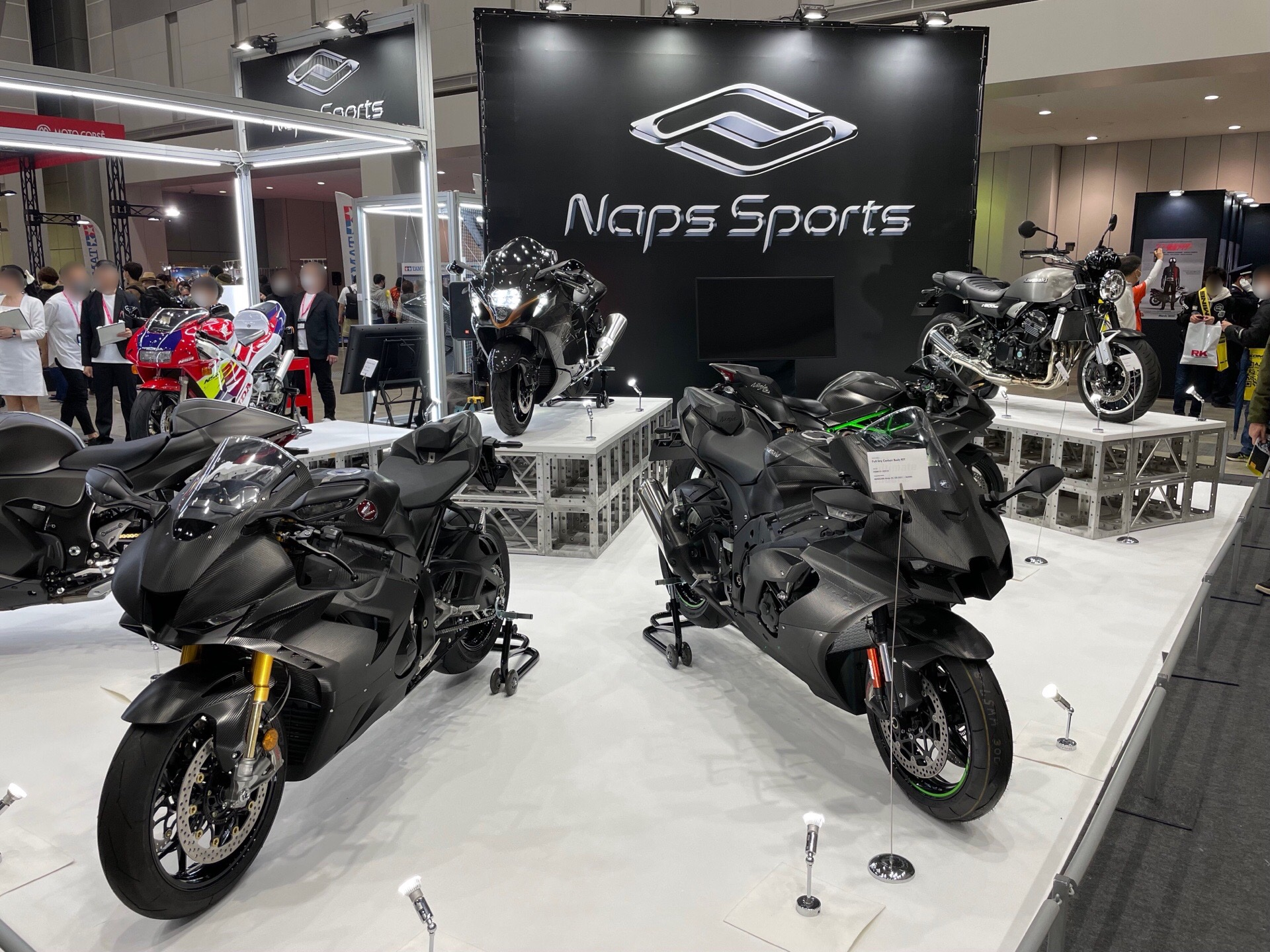
Naps Sportsブランドとして展示されている車両

出典は企業情報による。